# Roca Diablera

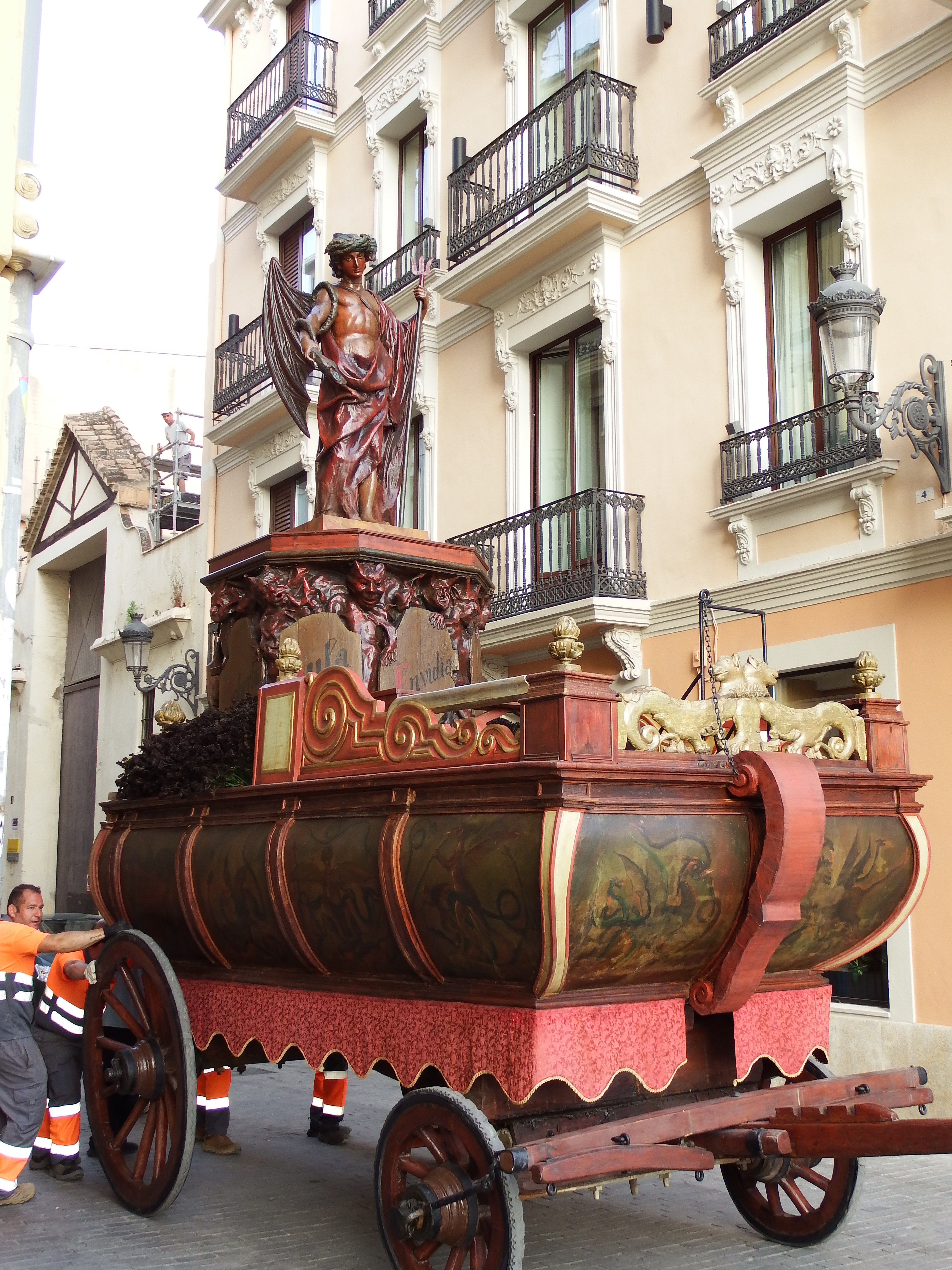
Roca Diablera, 2022

La Roca de Plutón, llamada popularmente La Diablera, es una de las rocas de las festividades del Corpus Christi de la ciudad de Valencia.

## Descripción
La figura principal está hecha de madera maciza. Como es costumbre en las rocas valencianas, va en la parte posterior del carro. Representa a Plutón sobre un pedestal octogonal. Enroscada en el brazo derecho lleva una serpiente y a la mano derecha un tridente. Los costados del pedestal llevan los nombres de los siete pecados capitales. En la popa, la figura de un perro sostiene unos versos en castellano.
Los materiales empleados son maderas de conífera: pino silvestre para diferentes molduras menores, tablas del entablado de la carroza, y algunos barrotes de pequeña sección. Para los travesaños muntantes y traveseras principales y ruedas, se combina la conífera con maderas más resistentes de frondosas como haya o roble. El pedestal está formado por una estructura de madera cubierta con tela de arpillera y estucos que dan forma a las cabezas. Las cartelas que sostienen son tableros de madera de conífera, encoladas a la estructura y cubiertas con papel.

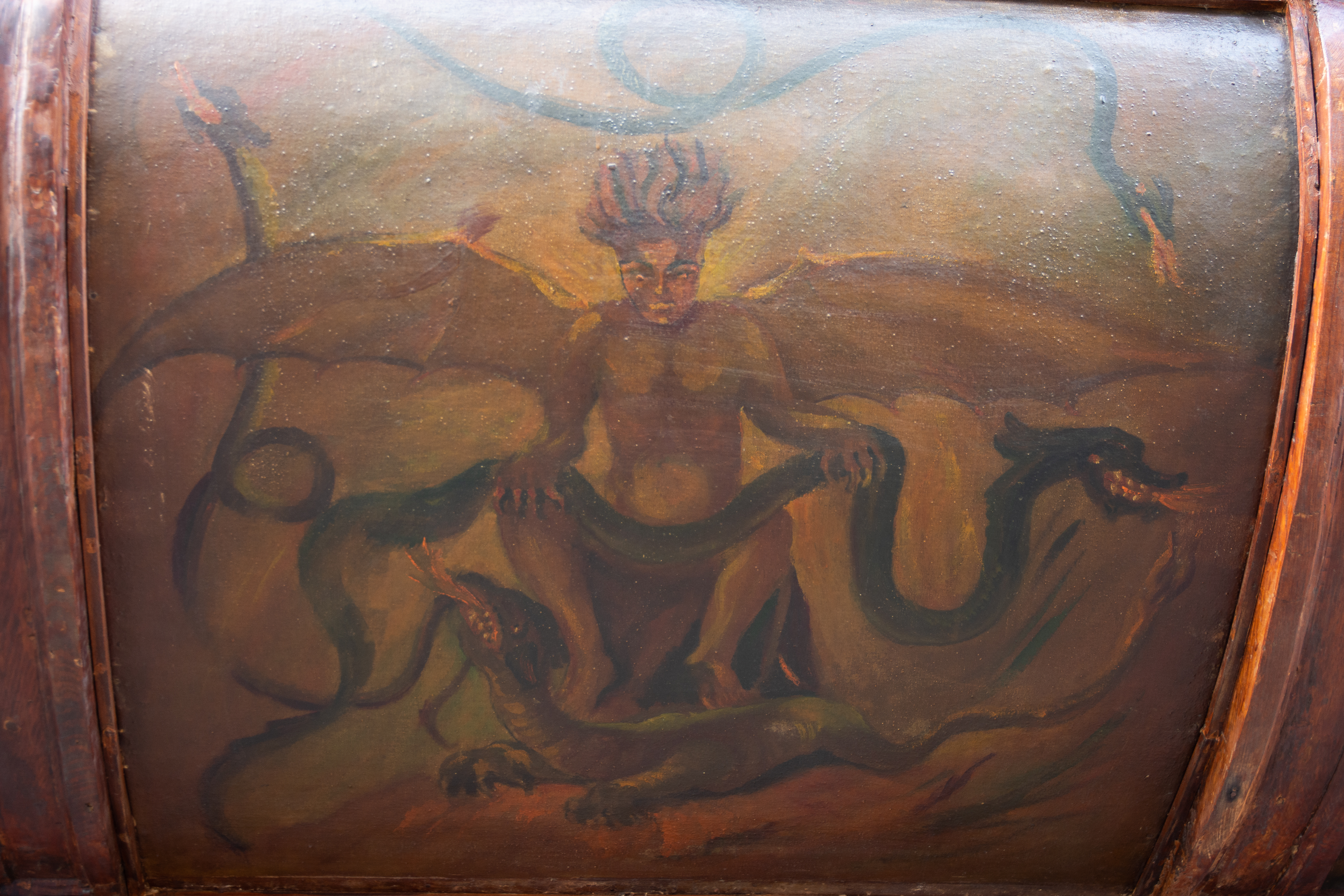
Imágenes de demonios como esta dieron su nombre popular a la roca

La carcasa de la carroza es la parte más auténtica de su conjunto, pues se mantiene muy original, con pocos añadidos. Es interesante la forma tosca -pero al tiempo precisa- de todas las uniones de los travesaños con sus traviesas correspondientes, en las que se puede apreciar que han sido talladas artesanalmente, aunque también se han seleccionado previamente listones de buena calidad. Esto ha favorecido su conservación. La estructura interna se corresponde con mucha similitud a la manera de construir los barcos en aquella época, donde además de los ejes centrales aparecían las cuadernas perimetrales que dan esta forma cóncava característica de las embarcaciones. Una gruesa capa de óxido de hierro cubría la mayoría de estas maderas, muy probablemente como medida de prevención contra los xilófagos y la humedad.

## Historia
Es la roca más antigua, pues se la menciona en documentos de 1512 y 1528. La fecha de construcción que figura escrita sobre la propia roca es 1511.
En 1542 fue readaptada, recibiendo el nombre de Plutón. Las numerosas imágenes de demonios que llevaba en la parte delantera la hicieron acreedora de la denominación popular por la que as más conocida.
La Diablera era el escenario donde se bailaba la danza de la Moma y los momos -la virtud y los siete pecados capitales. Una inscripción -de nuevo en castellano- aludía a la dominación musulmana: "Triunfa el Alcorán la verdad del Evangelio".
La Diablera fue restaurada en 1702. En 1815 se sustituyó la figura de Plutón. En 1867, con motivo del segundo centenario de la Virgen de los Desamparados, fue restaurada y se le retiraron muchos de los demonios que la caracterizaban. Volvió a ser renovada debido a a los daños de la riada de 1897. La instalación de los cables del tranvía eléctrico hizo que todas las rocas fueran modificadas en 1912, reduciéndose su altura. La gran riada de 1957 volvió a requerir una nueva restauración, acabada en mayo de 1959. Y la estatua de Plutón cayó al suelo durante la vuelta del Corpus de 1992; se reparó, pero fue imposible la presencia de la roca en las celebraciones de 1993.
El estudio de alteraciones y posterior restauración que se llevó a cabo en 2009 encontró toda una serie de problemas. En el exterior de la roca se observaba una gran acumulación de suciedad superficial y bajo esta densa capa de suciedad ambiental se intuía una capa de barniz semibrillante e irregular que cubría tanto las policromías, como las imperfecciones y las partes faltantes de las mismas. Se constató la presencia de materiales integrantes variados del color: aceite, pintura acrílica y colores con barniz. Además, todas estas técnicas se iban  alternando de forma tosca, desordenada y arbitraria sobre toda la superficie. Por otro lado, la madera había padecido los ataques de los xilófagos, como el Anobium puctatum. Las combinaciones incorrectas de barnices naturales y sintéticos habían imposibilitado la evacuación de la humedad de la madera. De la misma forma, todas aquellas partes que alguna vez habían sido doradas o plateadas se encontraban repintadas con purpurina. La decoración verde de los frisos había sido sustituida por placas de corcho que no guardaban ninguna relación con los materiales originales y estaban repintados muy burdamente.
La figura principal estaba rota y desplazada a causa de las anteriores fracturas -normalmente producidas a la altura de los tobillos- y de intervenciones planteadas con una visión excesivamente cortoplacista.